# Burfjord
Burfjord är den enda tätorten i Kvænangens kommun i Troms fylke i norra Norge. Orten ligger vid Europaväg 6 där denna passerar den innersta delen av Burfjorden. Den utgör kommunens centralort.